# ふとっちょ☆カウボーイ
ふとっちょ☆カウボーイ（1974年1月4日 -　）は、ラフィーネプロモーションに所属する日本のピン芸人。本名、竹田 淳（たけだ じゅん）。
愛知県名古屋市出身。かつてはアミー・パークに所属していた。名古屋大谷高等学校卒業。

## 来歴
- 1990年5月13日にCBCラジオの『CREATIVE COMPANY 冨田和音株式会社』主催のコント大会で、コンビ「ベガーズ」として優勝。
- 高校卒業後の1994年にピンで上京。銀座7丁目劇場ピラミッド構造のランク分けシステムイベント「お笑い虎の穴TOKYO」に出演していた。
- 1997年4月にコンビ「だぼぱん」を結成し、当時はホリプロに所属。
- だぼぱん解散後の2001年2月にトリオ「なごみ堂」を結成（後に「なごみ堂!」に改名）。
- 2006年12月にトリオを解散した後はピン芸人「ジュニー・ザ・ピンボール」（本名の淳（じゅん）をもじって名付ける）として活動。
- 2008年1月16日放送の『あらびき団』にて芸名を改名したいと言う提案がなされ、東野幸治により（ふとっちょ☆カウボーイ）を提案され、2月に改名[2]。
- アミー・パークに所属していたが、2020年1月よりラフィーネプロモーションに移籍。

## 芸風

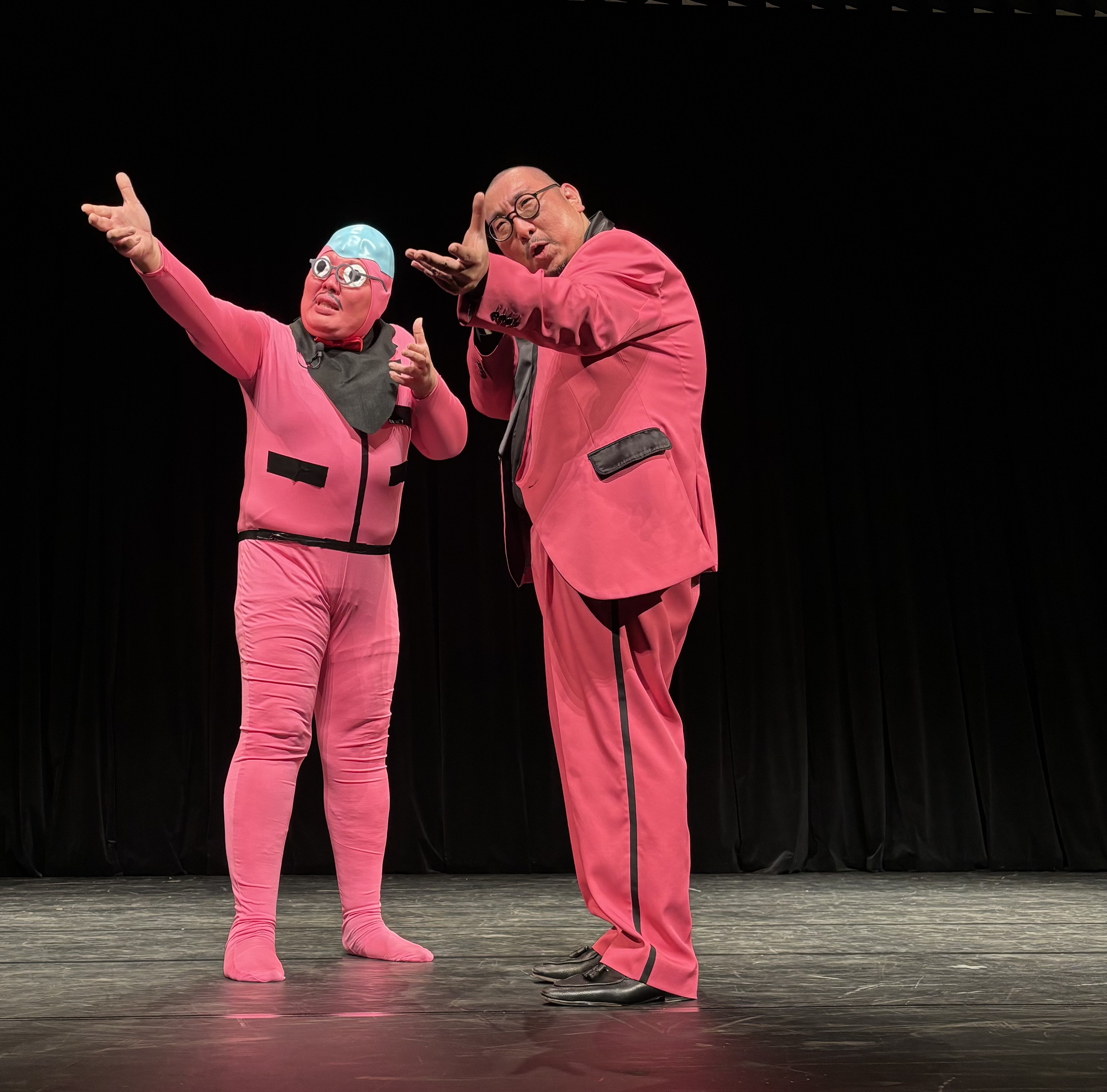
街裏ぴんく(右)
街裏真っぴんく(左)

- 自身の太っている体型を（メタボリックな人として）ネタにした自虐ギャグを披露する。
- カウボーイの格好をして腹を出して掴み、「メタボリック、パ〜ン。パン、パ〜ン!」と発しながら、つかみのネタを始め数本のパターンネタを披露する。
- 自分の腹を「腹ギター」として爪弾きながら、漫談を披露する。
- 白塗り（または黄色塗り）のキャラクターコスプレ（フライドチキンのおっさん、マイメロディ、カワイイのり、ピーポくんなど）漫談。
- 顔をピンク色に塗った「街裏真っぴんく」というコスプレネタもある。

パターン
- 「もしも有名なキャラ（桃太郎など）がメタボリックだったら…」を絵で表現する。
- 既存の商品に太っている人用（名称は「メタボリック」がかかっている）を作って欲しいと希望する「メタボリックダイアリー」etc.

## 逸話
- 「爆笑!レッドカーペット」のオーディションで「メタボリックはネタではない」と否定され紙芝居を披露したが、中笑いを記録し勝俣州和から「殴りたくなる(笑)」などと評された。後の新春ピンクカーペットでは満点大笑いを記録し、審査員だった森久美子らから絶賛。また、「エンタの神様」のオーディションはいうほど太っていないということで落選した[3]。
- 公式ブログではお菓子の差し入れの画像とカロリーを記載する事が多い。
- 2015年3月7日浅草KURAWOODにてライブ中ステージから客席に飛び降りたが自らの体重を支えきれず左ひざを複雑骨折、救急隊員により病院へ搬送された[4]。約5ヶ月後、2015年7月28日のアミーパークライブ（事務所ライブ）から復帰[5][6]。
- 呉服屋（有松絞りの卸をしていたが、父親の代で廃業）の息子。2021年からはアミー・パーク時代の後輩が店長を勤める立ち食いそば屋でアルバイトをしている[7]。

## 出演

### テレビ
ピン芸人での出演
- あらびき団（TBS）
- ヤレデキ!世界大挑戦（TBS）
- タモリのボキャブラ天国 大復活祭スペシャル（フジテレビ）- キャッチコピーは「メタボリック・ウエスタン」
- ペケポン（フジテレビ）
- 王様のブランチ（TBS）
- 爆笑レッドカーペット（フジテレビ、2008年4月30日）キャッチコピーは「荒野のメタボリックガンマン」
- 新春ピンクカーペット（フジテレビ、2009年1月1日）キャッチコピーは「荒野のメタボリックガンマン」
- むちゃぶり!（TBS）
- ジャガイモン（テレ朝チャンネル）
- 未来遊園地II 馬泥棒とメリーゴーラウンド（テレビ朝日、2008年3月28日）
- お笑いDynamite!（TBS）- キャッチコピーは「おデブなウエスタン」
- キャラ☆キング（テレビ朝日）- 「イモザイル」として
- 美しき青木ド・ナウ（テレビ朝日、2009年8月3日）
- 全種類。（TBS、2010年5月20日）「女の子でも笑える下ネタ仕分け」
- ダウンタウンのガキの使いやあらへんで!!（日本テレビ、2011年1月23日）『山-1グランプリ』
- スマートフォンデュ（2018年10月26日[8]、テレビ朝日）
- MXグランプリ（2025年7月27日、TOKYO MX）

### 過去の出演番組
だぼぱん時代
- ボキャブラ天国（フジテレビジョン、キャッチコピーは「ラージ＆ルーズ」）
- ブレイクもの!（フジテレビジョン）
- 爆笑100連発! ネタにコントクイズでGO!（フジテレビ）
- お笑い向上委員会 笑わせろ!（テレビ朝日）

なごみ堂時代
- 爆笑オンエアバトル（NHK総合）戦績0勝3敗 最高133KB

### ラジオ
- 山里亮太のヤンピース（ニッポン放送：2008年6月13日）